# Brian May
Sir Brian Harold May, CBE (Londres, 19 de julho de 1947) é um músico e astrofísico inglês, famoso por integrar a banda britânica de rock Queen, como guitarrista e compositor. Também construiu uma guitarra elétrica conhecida como Red Special. Algumas de suas composições para o grupo são "We Will Rock You", "Tie Your Mother Down", "The Show Must Go On", "I Want It All", "Who Wants to Live Forever" e "Hammer To Fall".
May é fundador do Queen, juntamente com o cantor Freddie Mercury e o baterista Roger Taylor, tendo trabalhado anteriormente com Taylor na banda Smile, a qual se juntou quando era universitário. Após 5 anos do Queen ter sido formado - em 1970, o baixista John Deacon se integra a Banda. Neste período, a banda se estabeleceu como uma das maiores bandas de rock do mundo, com o sucesso do álbum A Night at the Opera e a música Bohemian Rhapsody.  Em 2008, a música foi eleita no Reino Unido como a melhor canção de todos os tempos.
Dos anos 1970 até o início dos anos 1990, o Queen era presença constante nas paradas de sucesso do Reino Unido e do mundo, se apresentando em alguns dos maiores eventos do mundo, com uma notável e inesquecível aclamação de sua performance no concerto Live Aid, em 1985. Como membro do Queen, May passou a ser visto como músico virtuoso e com um som distinto criado através de vários níveis de execução no seu trabalho com a guitarra.
Em dezembro de 2005, Brian foi homenageado com um CBE Commander, Medalha da Ordem do Império Britânico, por Sua Majestade a Rainha, em reconhecimento dos seus serviços para a música e obras de caridade. Após isso, concluiu seu doutorado em astrofísica no Imperial College, em 2007. Foi ainda chanceler da Liverpool John Moores University entre os anos de 2008 e 2013. É também defensor ativo dos direitos dos animais.
Em 2005, uma enquete/sondagem da revista Planet Rock elegeu Brian como o sétimo melhor guitarrista de todos os tempos. Também foi considerado o 19º melhor guitarrista de todos os tempos, segundo a revista norte-americana Rolling Stone, enquanto a Guitar World, através de seus leitores o pôs no segundo lugar em 2012.
Em 2023 foi nomeado cavaleiro pelo rei Carlos III.

## Carreira musical
Com uma carreira musical que abrange quatro décadas, Brian May é um compositor e guitarrista de renome mundial, com a produção e créditos em gravações, que venderam mais de 100 milhões de cópias em todo o mundo.
Brian já escreveu 22 sucessos mundiais para o Queen, entre eles os hinos "We Will Rock You", "The Show Must Go On" e "I Want It All", e baladas poderosas, incluindo "Who Wants To Live Forever", "No-One But You (Only The Good Die Young)", e "Save Me". Como artista solo respeitado e de sucesso, Brian possui dois discos solo Back To The Light (1992), com as músicas "Too Much Love Will Kill You" e "Driven By You", ambos vencedores do Prêmio Ivor Novello, e Another World, de 1998.
Suas canções continuam a influenciar novas gerações de artistas e tem inspirado gravações de artistas tão diversos como Elton John, Def Leppard, The Royal Philharmonic Orchestra, Shirley Bassey e Eminem. Brian tem desfrutado de colaborações com vários artistas, incluindo Robbie Williams, Foo Fighters, Cliff Richards, Guns N' Roses, Diana Ross e Luciano Pavarotti. Ele também tocou guitarra na música de abertura Jogos Olímpicos de Inverno de 2002, "The Fire Within", para o seu amigo e compositor, o falecido Michael Kamen.
Talvez a exibição mais memorável do estilo e musicalidade únicos de Brian, foi o seu desempenho de seu próprio arranjo do hino britânico "God Save the Queen", ao vivo a partir do telhado do Palácio de Buckingham, em Londres, em 2002, para abrir as celebrações do Jubileu de Ouro da Rainha, à frente de um público de mais de 200 milhões de pessoas em todo o mundo.

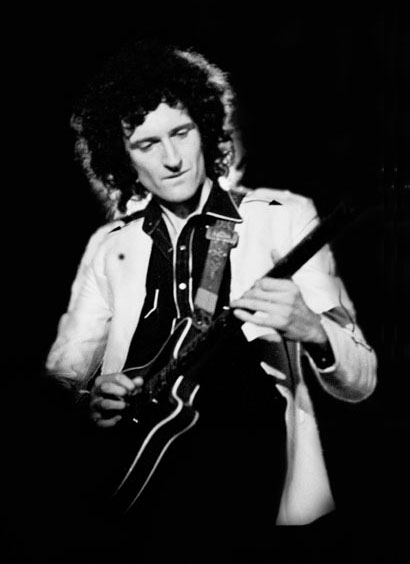
Brian May em 1979.

Desenvolveu o interesse por trabalhar em filmes, quando o Queen se tornou o primeiro grupo de rock a participar de um grande filme, Flash Gordon, com o hit "Flash!" escrita por Brian, seguido de música definitiva para o filme Highlander. Brian mais tarde contribuiu com uma mini-ópera de 1996, Steve Barão Pinóquio, e compôs uma trilha sonora completa para o filme de arte francês de 1999, Furia.
May não é estranho ao mundo teatral, muitas vezes contribuindo para a performance ao vivo de sua segunda esposa, Anita Dobson, mas em 1990, entrou neste mundo ele próprio, escrevendo e interpretando a música para o Riverside Studios de Londres na produção de Macbeth. Ele voltou com força total para o Teatro em 2002, como uma das principais forças criativas por trás do inovador Rock Teatral We Will Rock You, que se tornou um sucesso fenomenal, ainda um dos mais vendidos de Londres mesmo depois de seis anos de ovações no Teatro Dominion, em Londres, e o show mais antigo a atuar no teatro. Apesar de We Will Rock You ser hoje uma empresa global, Brian permanece envolvido pessoalmente no desenvolvimento de novas produções e na atualização daquelas que participa atualmente.
Após a morte de Freddie Mercury, em novembro de 1991, os membros remanescentes do Queen criaram uma instituição de caridade para apoiar os doentes da AIDS, o "Mercury Phoenix Trust". O MPT tem canalizado mais de oito milhões de libras para mais de 1 000 projetos de AIDS em todo o mundo. Um compromisso permanente de conscientização sobre a SIDA levou o Queen a se tornar uma força motriz na campanha 46664 para a Fundação Nelson Mandela. O primeiro de uma série de concertos 46664, realizada na Cidade do Cabo, em novembro de 2003, foi transmitido em todo o mundo via Internet, TV e rádio, tornando-se o evento mais amplamente distribuído na história, com um público de mais de 2 bilhões em 166 países. Brian continua em seu papel como um embaixador e participante da série internacional de concertos 46664, destinada a promover a conscientização da Aids em todo o mundo.
As suas realizações foram reconhecidas com numerosos prêmios, inclusive sendo homenageado com uma estrela na Calçada da Fama, em Hollywood, em outubro de 2002, sendo também relacionado e aclamado tanto do Rock EUA e no Roll Hall of Fame (março 2001), quanto na Câmara Songwriters of Fame (Junho 2003), e estar entre os homenageados pela primeira vez no Music UK Hall of Fame (novembro 2004), que foi um evento que viria a mudar o curso do Queen - sendo o primeiro evento em que o cantor Paul Rodgers juntou-se à Brian e Roger Taylor, como vocalista. Após uma turnê mundial bem-sucedida entre 2005 e 2006, Paul, Brian e Roger voltaram ao estúdio para criar novo material para uma estreia ansiosamente aguardada: o álbum de estúdio do Queen+Paul Rodgers.
Em julho de 2005, o Guinness World Records anunciou que os Queen tinham ultrapassado o grupo britânico The Beatles, ao tornar-se o mais bem sucedido grupo em vendas de álbuns, na história das paradas de sucesso no Reino Unido.
Os créditos de Brian são muito numerosos para listar, mas incluem a concepção de um planetário, atualmente em execução na Alemanha e na Bélgica. Apareceu na gravação de uma faixa para um épico anúncio de TV, em 2003, para a Pepsi, com Brian produzindo performances vocais de Beyoncé, Britney Spears e Pink, re-mixers de gravações clássicas do Queen em 5.1 Surround Sound, escrevendo temas para vários programas de TV, produzindo o hit número 1, "The Stonk", para o Red Nose Day da Comic Relief, bem como emprestando suas habilidades de inspiração para os três primeiros volumes de venda de O Melhor Álbum de Air Guitarra do Mundo!
Brian mantém um grande interesse em astronomia. Ele é um contribuinte regular para o programa "The Sky at Night", de seu amigo de longa data, Sir Patrick Moore, com quem é coautor, juntamente com o Dr. Chris Lintott, do livro ilustrado de astrofísica chamado 'BANG! A História Completa do Universo. Publicado pela primeira vez em 2006, desde então foi publicado em 20 línguas, além de ter uma segunda edição atualizada. Brian está trabalhando atualmente em um livro sobre TR Williams, fotógrafo de 1850, pioneiro da estereoscopia (fotografia 3D), cujo trabalho Brian vem pesquisando há 25 anos.
Em dezembro de 2005, Brian foi homenageado com um CBE Commander, Medalha da Ordem do Império Britânico, por Sua Majestade, Rainha Elizabeth II, em reconhecimento dos seus serviços para a música.
No ano de 2006 lançou, em coautoria, um livro sobre como o universo foi desenvolvendo-se após o Big Bang.
Em 2007, após uma pausa de 30 anos nos estudos universitários (estava atuando em sua carreira musical), Brian voltou ao Imperial College, de Londres, para se inscrever para completar a sua tese de doutorado em Astrofísica, e em um ano, submeteu com sucesso a nova versão da sua tese sobre poeira interplanetária. Embora já titular orgulhoso de diplomas honorários das Universidades de Hertfordshire, Exeter e John Moore, de Liverpool, Brian, em 2007, finalmente conseguiu a obtenção de um diploma de doutorado pleno e DIC - Diploma of Imperial College. Brian posteriormente aceitou um cargo de Pesquisador Visitante do Imperial College e irá ali continuar o seu trabalho em Astronomia.

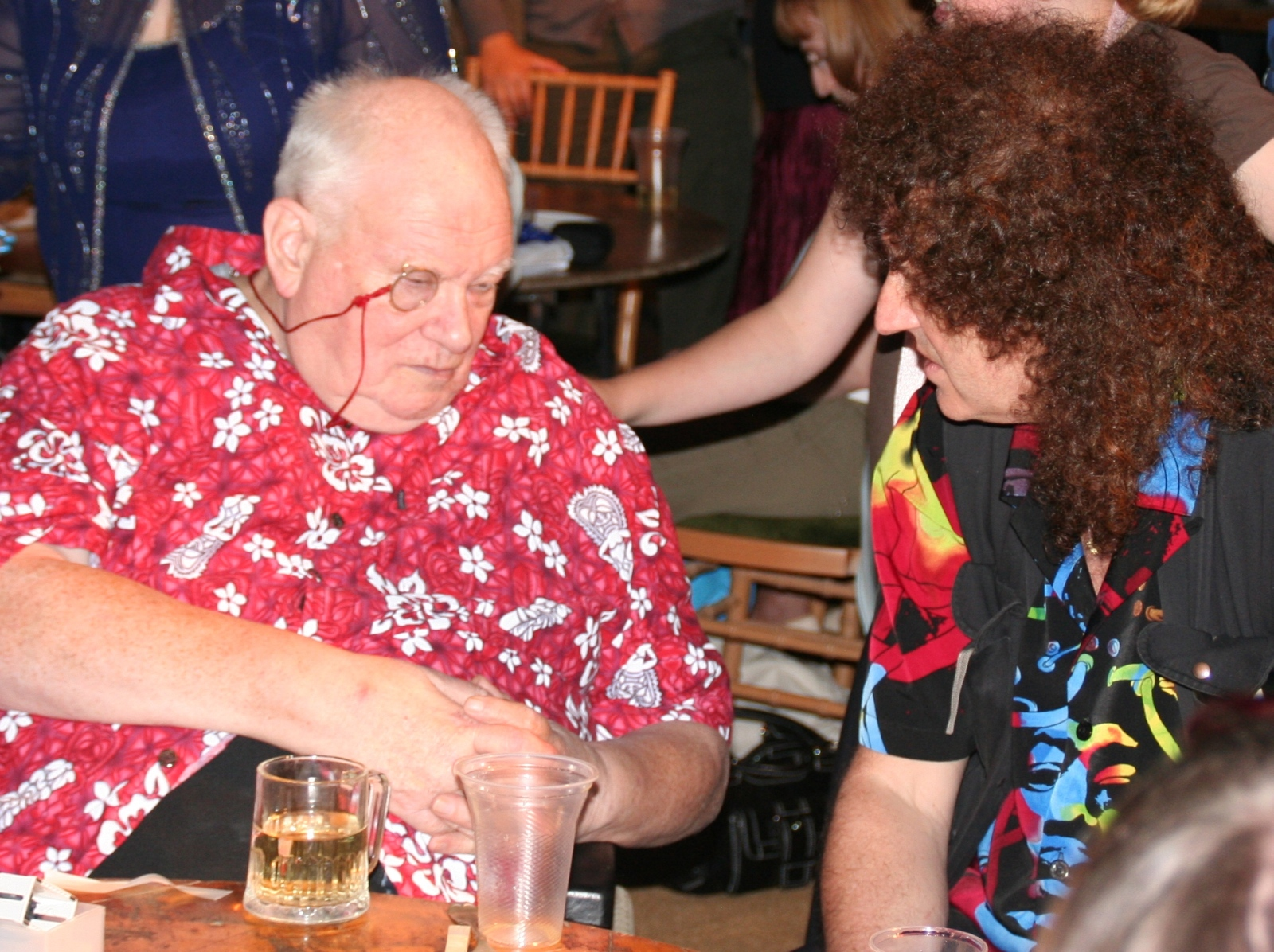
Sir Patrick Moore e Brian May.

Brian gosta de interagir com seus amigos e fãs, que pode contatá-lo e desfrutar de atualizações em seu trabalho e pensamentos através de seu próprio canal na internet (Soapbox Brian), em seu site (www.BrianMay.com).

## Participações especiais
- Tocou a música All The Young Dudes com Mott the Hoople em dez/73.
- Participação especial ao lado do Black Sabbath em jan/81 tocando as músicas Paranoid e Children Of The Grave. Em set/89 e em set/90, tocou Heaven And Hell ao lado da banda.
- Nos anos 80, Brian fez várias participações especiais ao lado da banda Bad News que também contava com participações de Jeff Beck e em outras ocasiões Jimmy Page.
- Nos anos 80 ainda, Brian foi convidado para participação especial em shows de bandas como Marillion, Heart, Jerry Lee Lewis e Def Leppard.
- Em 1985 em New Orleans, Louisiana, tocou ao lado de Eddie Van Halen & John Entwistle.
- Em jun/92 e em jul/93 teve participação especial em shows do Guns n' Roses nas músicas Knockin' On Heaven's Door (1993), Tie Your Mother Down e We Will Rock You (1992).
- No dia 15 de fevereiro de 1994 em Londres, tocou no Brit Awards ao lado de Bon Jovi a música I'll Sleep When I'm Dead.
- Em 19 de outubro de 1991, no Auditório de la Cartuja, Sevilla, Espanha, Brian participou da Expo'92 Guitar Festival, tocando ao lado de nomes como Joe Satriani, Steve Vai, Nuno Bettencourt, Gary Cherone, Joe Walsh e Paul Rodgers, algumas músicas, tais como Now I'm Here, Rocky Mountain Way e Hey Joe.
- Em out/91 e dez/92, Brian tocou ao lado da banda Extreme as músicas Tie Your Mother Down, Song For Love e I Want To Break Free (somente em 1992).
- Em Londres em fev/93, fev/94 e jun/94 e em 1996 em Los Angeles, Brian tocou ao lado de Paul Rodgers músicas da banda Bad Company, como I'm Ready, Feel Like Makin' Love, All Right Now, Crossroads entre outras, mostrando que a parceria entre os dois é de longa data.
- No ano de 1997, Brian May tocou em várias ocasiões com Joe Satriani & Steve Vai.
- No dia 19 de maio de 1998 na Wembley Arena, Londres, Brian tocou ao lado de Joe Satriani, Michael Schenker e Uli Jon Roth, guitarristas da banda Scorpions as músicas The Thrill Is Gone e Voodoo Child, de Jimi Hendrix.
- Tocou com Foo Fighters em nov/99 em londres ao lado de Roger Taylor as músicas We Will Rock You e Now I Here.
- Tocou no 25º aniversário da banda Motorhead em out/2000 a música Overkill.
- Nos anos 1990 fez participações especiais ao lado de Zuchero, Gilby Clarke, Eric Singer, Five, SAS band, Status Quo, entre outros.
- Em mai/01 tocou ao lado de Alice Cooper a música We Will Rock You (instrumental) e School's Out.
- No dia 19 de março de 2001 em Nova York, no Hall Of Fame induction ceremony, ao lado da banda Foo Fighters tocou várias faixas do Queen em sua própria homenagem!
- Em 2011 Tocou ao lado da Banda My Chemical Romance no BBC music Festival.
- No dia 28 de agosto de 2011 no VMA (MTV Video Music Award), Brian May tocou ao lado de Lady Gaga na música You and I.
- No dia 12 de agosto de 2012 participou do festival de encerramento das Olimpíadas de Londres.
- No dia 26 de fevereiro de 2019, abriu a cerimônia do Oscar junto com Adam Lambert cantando músicas do Queen.

## Carreira científica

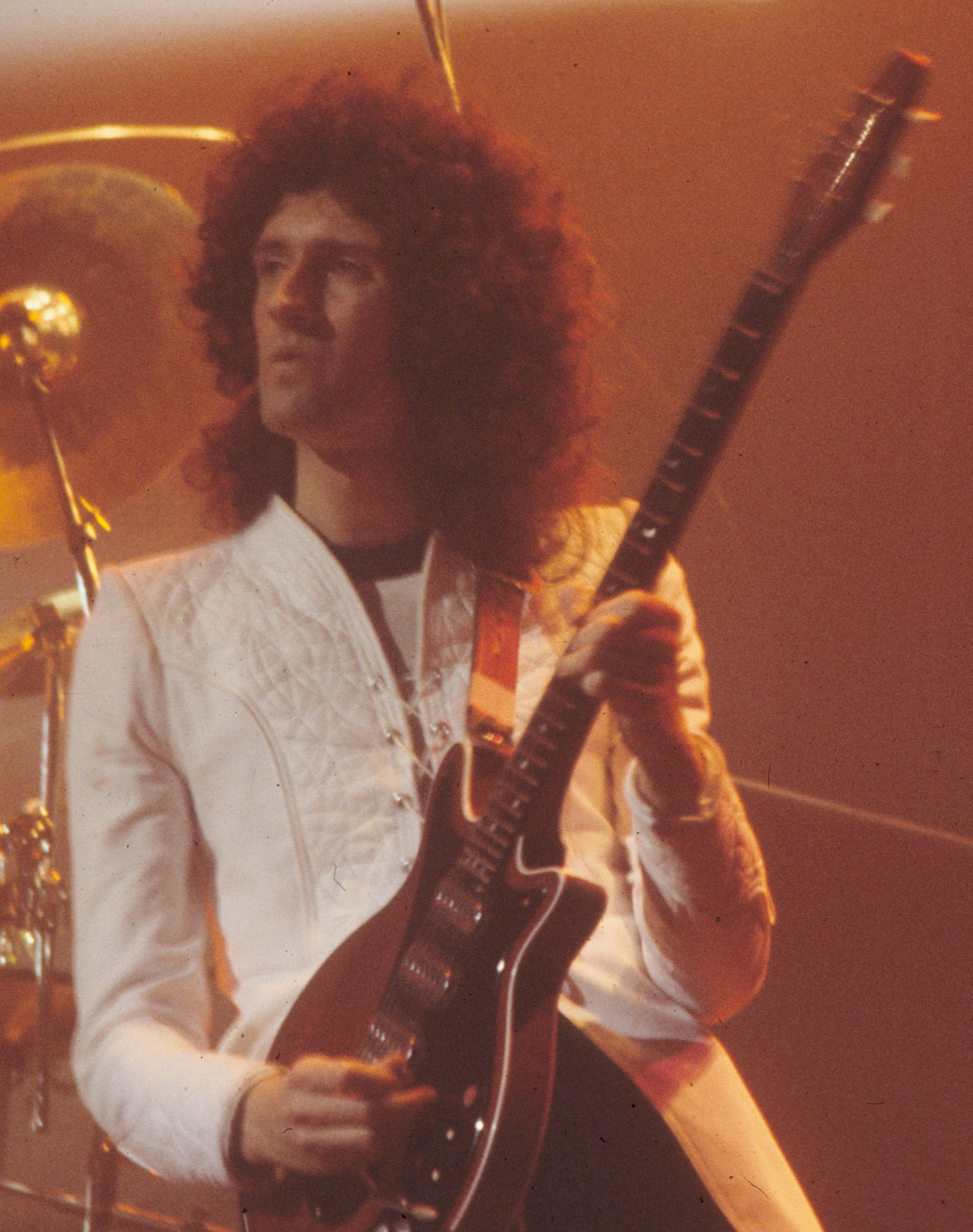
BrianMay Novembro de 1977.
Brian May se apresentando no New Haven Coliseum em New Haven, CT

Brian May graduou-se bacharel em física pelo Imperial College London, com honras de ser o segunda classe. Entre 1970 e 1974, cursou doutorado no Imperial College London. Quando o Queen começou a ter sucesso internacional em 1974, ele abandonou seus estudos de doutorado, mas foi co-autor de duas pesquisa publicadas em periódicos científicos de grande respeito, a Nature e Monthly Notices of the Royal Astronomical Society.
Em outubro de 2006, May tornou a se matricular no Imperial College London para concluir o doutorado. Apresentou sua tese em agosto de 2007 (um ano antes do que ele estimava que levaria para concluir). Além de redigir o trabalho anterior que ele havia feito, May teve que revisar o trabalho sobre a poeira zodiacal nos últimos 33 anos. A tese revisada (intitulada "A Survey of Radial Velocities in the Zodiacal Dust Cloud") foi aprovada em setembro de 2007, cerca de 37 anos depois de ter sido iniciada. Seu doutorado investigou a velocidade radial através de espectroscopia de absorção e espectroscopia doppler de luz zodiacal por meio de interferômetro Fabry-Pérot. As observações foram realizadas no Observatório Teide, em Tenerife. Ele se formou em cerimônia no Imperial College London, realizada no Royal Albert Hall em 14 de maio de 2008.
Ele continua publicando, bem como atuou como pesquisador colaborador da NASA.

## Discografia
Com o Queen
Solo
- 1983: Star Fleet Project
- 1992: Back to the Light
- 1994: Live at the Brixton Academy
- 1998: Another World
- 1998: Red Special
- 2000: Furia